# Yoan Makoundou
}

Yoan Maurice Junior Makoundou (* 9. August 2000 in Melun) ist ein französischer Basketballspieler.

## Werdegang
Die ersten Schritte seiner Basketballvereinslaufbahn tat Makoundou bei US Melun Basket (bis 2016), in der Saison 2016/17 spielte er für Marne-la-Vallée Basket. Er durchlief ab 2017 die Nachwuchsförderung beim Verein Cholet Basket. Seine ersten Einsätze in der höchsten Spielklasse Frankreichs, Ligue Nationale de Basket, erhielt er in Cholet im Verlauf des Spieljahres 2019/20. Im Juli 2020 stattete ihn der Verein mit einem Lizenzspielervertrag aus. Er zog durch seine energiegeladene Spielweise sowie seine kraftvollen Dunkings auch die Aufmerksamkeit von NBA-Spähern auf sich. In der Saison 2020/21 wurde Makoundou als bester junger Spieler der Basketball Champions League ausgezeichnet.
Im Juli 2022 unterschrieb er einen Vierjahresvertrag bei AS Monaco. Im Mai 2023 stand er mit Monaco im Halbfinale der EuroLeague. Dieses wurde verloren, man gewann anschließend das Spiel um den dritten Platz. Anschließend wurde er im Juni 2023 mit der Mannschaft französischer Meister. Hernach wurde im August 2023 in Medien seine Ausleihe an Budućnost Podgorica vermeldet. Der Wechsel platzte zunächst, wurde Ende September 2023 dann doch vollzogen. 2024 kam der Franzose ebenfalls mittels Leihabkommen zum türkischen Erstligisten Türk Telekomspor.
Im Sommer 2025 kehrt er nach Monaco zurück.

### Nationalmannschaft
2018 nahm er mit der U18-Nationalmannschaft seines Landes am Albert-Schweitzer-Turnier teil. Bei der U19-Weltmeisterschaft 2019 errang Makoundou mit Frankreich die Bronzemedaille.